# Gorgorhynchoides elongatus
Gorgorhynchoides elongatus är en hakmaskart som beskrevs av Cable och Linderoth 1963. Gorgorhynchoides elongatus ingår i släktet Gorgorhynchoides och familjen Rhadinorhynchidae. Inga underarter finns listade i Catalogue of Life.